# Camfield River
Der Camfield River ist ein Fluss im Nordwesten des australischen Territoriums Northern Territory. Häufig führt er in der Trockenzeit wenig oder gar kein Wasser.

## Geografie

### Flusslauf
Der Fluss entsteht in niedrigen Sandhügeln in einer Höhe von 210 m ca. 50 km südlich von Kalkarindji am Zusammenfluss von Elsie Creek und Barry Creek. Er fließt zunächst nach Nordosten und wendet seinen Lauf nach ca. 100 km nach Nordwesten.  Er kreuzt den Buntine Highway und durchfließt wenige Kilometer weiter die Siedlung Camfield. Ca. 18 km südlich von Pigeon Hole, östlich des Gregory-Nationalparks,  mündet er in den Victoria River.

### Nebenflüsse mit Mündungshöhen
- Elsie Creek – 210 m
- Barry Creek – 210 m
- Fergusson Creek – 199 m
- Soda Creek – 191 m
- Midnight Creek – 184 m
- Camfield Creek – 178 m
- Midge Creek – 163 m
- Toby Creek – 161 m
- Chungari Creek – 157 m
- Cattle Creek – 151 m
- Bullock Creek – 135 m
- Wyalong Creek – 125 m[1]